# (6851) Chianti
(6851) Chianti ist ein Asteroid des inneren Hauptgürtels, der am 1. September 1981 vom belgischen Astronomen Henri Debehogne am La-Silla-Observatorium der Europäischen Südsternwarte (IAU-Code 809) in Chile entdeckt wurde.
Benannt wurde der Asteroid am 2. Juni 2015 nach der italienischen Weinbauregion Chianti, der Heimat des gleichnamigen Weines.